# Hengest en Horsa

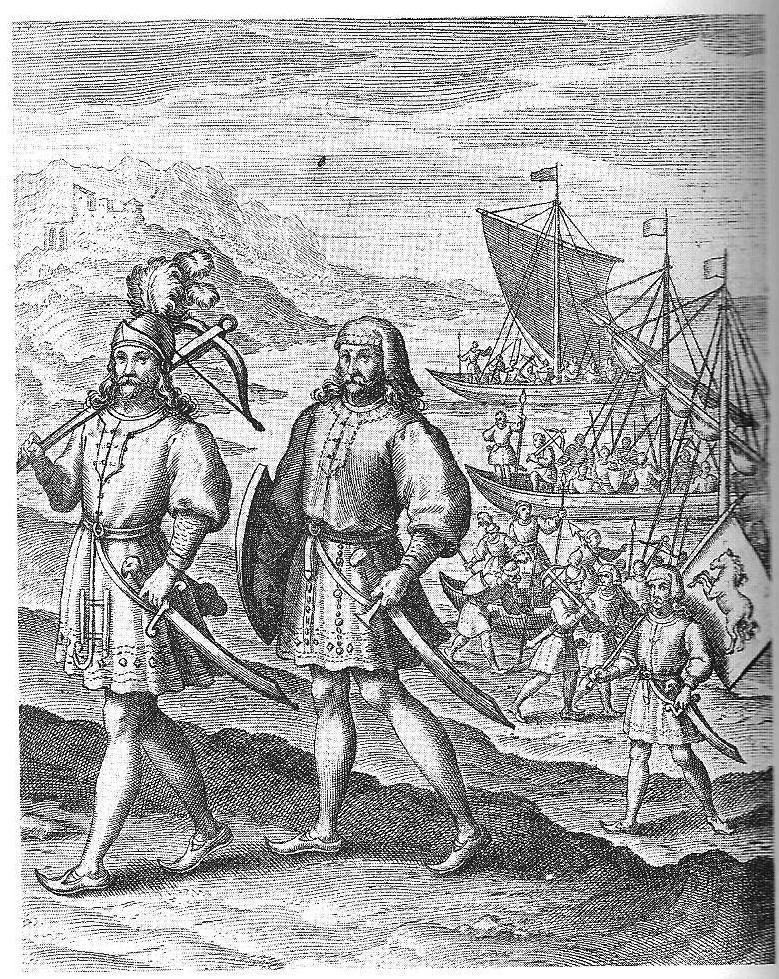
Hengest en Horsa (uit A Restitution of Decayed Intelligence door Richard Verstegan (1605))

Hengest en Horsa (respectievelijk ook Hengist en Hors genoemd) zijn twee figuren uit de Angelsaksische geschiedenis. Deze Germaanse broeders veroverden met hun leger van Angelen, Saksen, Friezen en Juten een gedeelte van Engeland in de 5e eeuw. De traditie noemt Hengest (als vader van een zoon, wiens naam afhankelijk van de bron verschilt) als de stichter van het koninkrijk Kent. 
Hengest en Horsa zijn geattesteerd in Beda's 8e-eeuwse Historia ecclesiastica gentis Anglorum; in het 9e-eeuwse werk Historia Brittonum, toegeschreven aan Nennius; en in de Angelsaksische kroniek, een collectie van annalen gecompileerd aan het eind van de 9e eeuw. Geoffrey van Monmouth breidde het verhaal in grote mate uit in zijn invloedrijke 12e-eeuwse pseudogeschiedenis Historia regum Britanniae, die werd overgenomen in andere werken in verschillende talen. Als gevolg hiervan duikt het paar ook op in verschillende latere werken. Monmouth noemt Octa, Eosa en Ebissa als zonen van Hengest. Opvallend is verder de korte vermelding van Hengest in de Proza-Edda, geschreven door Snorri Sturluson in de 13e eeuw.

## Geveltekens
In in het oosten van Nederland en het noorden van Duitsland staan op veel oude boerderijen geveltekens (uilenborden) met twee paardenhoofden. Dezen kunnen volgens de overlevering betrekking hebben op het Saksenros maar ook op Hengest en Horsa, de twee Saksische legeraanvoerders die Engeland veroverden en oorspronkelijk uit de buurt van Twente of het aangelegen Westfalen en Nedersaksen kwamen. In Nedersaksen en Sleeswijk-Holstein werden de twee paardenhoofden rond 1875 nog aangeduid als "Hengst un Hors".